# Liste von Kinder- und Jugendliteraturpreisen
Zu den Kinder- und Jugendliteraturpreisen gehören:
| Name                                                                                                  | gestiftet/verliehen von | Seit           | Bis  | Verleihungsrhythmus                                   | Voraussetzungen | Anmerkung |
| --- | --- | -------------- | ---- | ----------------------------------------------------- | --------------- | --- |
| Astrid-Lindgren-Gedächtnis-Preis (international)                                                      | Schwedische Regierung | 2003           |      | Jährlich                                              |                 | |
| Astrid-Lindgren-Preis (Schweden)                                                                      | Rabén & Sjögren (Verlag) | 1967           |      |                                                       |                 | |
| Astrid-Lindgren-Preis (Deutschland)                                                                   | Verlag Friedrich Oetinger | 1967           |      | Zu runden Geburtstagen Astrid Lindgrens alle 10 Jahre |                 | Verleihung nur zu runden Geburtstagen Astrid Lindgrens. |
| August-Preis (Schweden)                                                                               | Schwedische Verlegervereinigung (Svenska Förläggareföreningen)                                                                             | 1989           |      | jährlich                                              |                 | Sparte Kinder- und Jugendbuch |
| Bad Harzburger Jugendliteraturpreis                                                                   | Bad Harzburg | 1989           |      | jährlich                                              |                 | |
| Bisto Book of the Year Award (Irland)                                                                 | Children’s Books Ireland | 1990           |      | jährlich                                              |                 | seit 2020 KPMG Children's Books Ireland Awards |
| Bologna Ragazzi Award                                                                                 | Bologna Children’s Book Fair | 1966           |      | jährlich                                              |                 | |
| Blaue Brillenschlange                                                                                 | | 1985           |      | jährlich                                              |                 | Auszeichnung von Büchern zum Thema «Fremde Welten» und «Rassismus» |
| Brageprisen (Norwegen)                                                                                | Den norske Bokprisen (Der norwegische Buchpreis) in Zusammenarbeit mit Den norske Forleggerforening (Die norwegische Verlegergemeinschaft) | 1992           |      | jährlich                                              |                 | |
| Buch des Monats des Instituts für Jugendliteratur                                                     | Institut für Jugendliteratur |                |      | monatlich                                             |                 | |
| Bücherlöwe (Niederlande)                                                                              | Boek.be |                |      | jährlich                                              |                 | bis 1985 Referendumprijs voor het Kinderboek |
| Buxtehuder Bulle (Buxtehude)                                                                          | gestiftet 1971 von Winfried Ziemann, seit 1981 getragen von der Hansestadt Buxtehude                                                       | 1971           |      | jährlich                                              |                 | |
| Caldecott Medal (USA, national)                                                                       | Association for Library Service to Children                                                                                                | 1938           |      | jährlich                                              |                 | Für Illustration von Kinderbilderbüchern |
| Children’s Laureate                                                                                   | | 1999           |      | alle zwei Jahre                                       |                 | Inspiriert von der Institution des Poet Laureate, wird für einen Zeitraum von 2 Jahren verliehen. |
| Corine – Internationaler Buchpreis, (Bayern)                                                          | | 2001           | 2011 | jährlich                                              |                 | diverse Kategorien (Sachbuch, Hörbuch, Belletristik, Wirtschaft, Debütpreis, Kinder- und Jugend, Futurepreis, ...) Seit 2014 als Bayerischer Buchpreis wieder verliehen, jedoch ohne Kategorie Kinder- und Jugendbuch. |
| Daisy Book Award                                                                                      | |                |      |                                                       |                 | |
| Das außergewöhnliche Buch                                                                             | Internationale Kinder- und Jugendliteratur (ilb)                                                                                           | 2012           |      | jährlich                                              |                 | |
| Deutscher Jugendliteraturpreis                                                                        | Bundesministerium für Familie, Senioren, Frauen und Jugend                                                                                 | 1956           |      | jährlich                                              |                 | mit eigener Jugendjury |
| Deutscher Jugendtheaterpreis                                                                          | Bundesministerium für Familie, Senioren, Frauen und Jugend                                                                                 | 1996           |      | jährlich                                              |                 | |
| Deutscher Kindertheaterpreis                                                                          | Bundesministerium für Familie, Senioren, Frauen und Jugend                                                                                 | 1996           |      | jährlich                                              |                 | |
| Die besten 7                                                                                          | Deutschlandfunk und Focus | 1994 (Oktober) |      | monatlich                                             |                 | |
| DIXI Kinderliteraturpreis                                                                             | Institut für Jugendliteratur | 2001           |      | jährlich                                              |                 | seit 2005 auch Kategorie „Illustration“ |
| Eule des Monats                                                                                       | Bulletin Jugend & Literatur |                | 2011 | monatlich                                             |                 | |
| Eulenspiegelpreis der Stadt Schöppenstedt                                                             | Schöppenstedt | 1988           | 2008 | alle zwei Jahre                                       |                 | |
| Europäischer Märchenpreis                                                                             | Märchen-Stiftung Walter Kahn | 1986           |      | jährlich                                              |                 | eigentlich kein Preis für Kinder- und Jugendliteratur |
| Evangelischer Buchpreis                                                                               | Evangelisches Literaturportal | 1979           |      | jährlich                                              |                 | |
| Evangelischer Preis der Publizistik                                                                   | Gemeinschaftswerk der Evangelischen Publizistik                                                                                            | 1992           |      | alle zwei Jahre                                       |                 | Preis für Illustration |
| Federhasenpreis                                                                                       | |                |      |                                                       |                 | |
| Friedrich-Bödecker-Preis                                                                              | |                |      |                                                       |                 | |
| Friedrich-Gerstäcker-Preis                                                                            | |                |      |                                                       |                 | |
| Goldene Leslie                                                                                        | |                |      |                                                       |                 | |
| Gouden Griffel (Niederlande)                                                                          | |                |      |                                                       |                 | |
| Grand Prix BIB                                                                                        | |                |      |                                                       |                 | |
| Großer Preis der Deutschen Akademie für Kinder- und Jugendliteratur e.V. Volkach                      | |                |      |                                                       |                 | |
| Gustav-Heinemann-Friedenspreis für Kinder- und Jugendbücher                                           | |                |      |                                                       |                 | |
| Hans Christian Andersen Preis                                                                         | |                |      |                                                       |                 | |
| Hans-im-Glück-Preis                                                                                   | |                |      |                                                       |                 | |
| Heinrich-Wolgast-Preis                                                                                | |                |      |                                                       |                 | |
| Illustrationspreis für Kinder- und Jugendbücher                                                       | |                |      |                                                       |                 | |
| James Krüss Preis für internationale Kinder- und Jugendliteratur                                      | |                |      |                                                       |                 | |
| JuBu Buch des Monats                                                                                  | |                |      |                                                       |                 | |
| Jury der jungen Leser                                                                                 | |                |      |                                                       |                 | |
| Kalbacher Klapperschlange                                                                             | |                |      |                                                       |                 | Literaturpreis einer Kinderjury in Frankfurt |
| Katholischer Kinder- und Jugendbuchpreis (Deutschland)                                                | | 1979           |      |                                                       |                 | |
| Kinderbuchpreis des Landes Nordrhein-Westfalen                                                        | |                |      |                                                       |                 | |
| Kinder- und Jugendbuchpreis der Stadt Wien                                                            | |                |      |                                                       |                 | |
| Kinder- und Jugendbuchpreis des Westnordischen Rats                                                   | |                |      |                                                       |                 | |
| Kröte des Monats                                                                                      | |                |      |                                                       |                 | |
| Lektorix                                                                                              | |                |      |                                                       |                 | |
| LesePeter                                                                                             | |                |      |                                                       |                 | |
| LESERstimmen                                                                                          | |                |      |                                                       |                 | |
| Los Angeles Times Book Prize (USA)                                                                    | | 1998           |      |                                                       |                 | mit einer Sparte „Jugendbuch“ |
| LUCHS                                                                                                 | |                |      |                                                       |                 | |
| Lufti - Jugendliteraturpreis der Jugendjury der Mecklenburgischen Literaturgesellschaft               | |                |      |                                                       |                 | |
| Lutz-Röhrich-Preis                                                                                    | Märchen-Stiftung Walter Kahn |                |      |                                                       |                 | |
| Manfred-Mai-Preis für Kinderliteratur                                                                 | |                |      |                                                       |                 | |
| Mildred L. Batchelder Award                                                                           | |                |      |                                                       |                 | |
| Moerser-Jugendbuch-Jury Preis des Gewinnertitels                                                      | |                |      |                                                       |                 | |
| Mülheimer KinderStückePreis                                                                           | |                |      |                                                       |                 | |
| Newbery Medal (USA, national, seit 1922 für Kinderliteratur)                                          | | 1922           |      |                                                       |                 | bis 1999 auch für Jugendliteratur |
| Nils-Holgersson-Plakette (Schweden)                                                                   | | 1950           |      |                                                       |                 | |
| Oldenburger Kinder- und Jugendbuchpreis                                                               | |                |      |                                                       |                 | |
| Österreichischer Kinder- und Jugendbuchpreis                                                          | |                |      |                                                       |                 | |
| Österreichischer Staatspreis für Kinderlyrik                                                          | |                |      |                                                       |                 | |
| Österreichisches Buch des Monats                                                                      | |                |      |                                                       |                 | |
| Paderborner Hase                                                                                      | |                |      |                                                       |                 | |
| Penzberger Urmel, Bayern, Buchillustration                                                            | |                |      |                                                       |                 | |
| Peter-Härtling-Preis                                                                                  | |                |      |                                                       |                 | |
| Phoenix Award                                                                                         | |                |      |                                                       |                 | |
| Edgar Allan Poe Award (USA)                                                                           | | 1989           |      |                                                       |                 | mit einer Sparte „Jugendbuch“ |
| Premio Andersen (Italien)                                                                             | | 1982           |      |                                                       |                 | |
| Michael L. Printz Award (USA, national, seit 2000 für Jugendliteratur)                                | | 2000           |      |                                                       |                 | Nachfolger Newbery Medal / Jugendliteratur |
| Prix Enfantaisie                                                                                      | |                |      |                                                       |                 | |
| Rattenfänger-Literaturpreis                                                                           | |                |      |                                                       |                 | |
| Regina Medal                                                                                          | |                |      |                                                       |                 | |
| Schnabelsteherpreis                                                                                   | |                |      |                                                       |                 | |
| Schweizer Kinder- und Jugendmedienpreis                                                               | |                |      |                                                       |                 | |
| Silberne Feder – Jugendbuchpreis des Deutschen Ärztinnenbundes                                        | |                |      |                                                       |                 | |
| Prix Sorcières (Frankreich, international, seit 1986 für Kinder- und Jugendliteratur, dt. Hexenpreis) | |                |      |                                                       |                 | |
| Troisdorfer Bilderbuchpreis                                                                           | |                |      |                                                       |                 | |
| Ulmer Unke                                                                                            | |                |      |                                                       |                 | |
| Umweltpreis für Kinder- und Jugendliteratur                                                           | |                |      |                                                       |                 | |
| Whitbread Book Award                                                                                  | |                |      |                                                       |                 | |
| Wilhelm-Hauff-Preis zur Förderung von Kinder- und Jugendliteratur                                     | |                |      |                                                       |                 | |
| Zilveren Griffel (Niederlande)                                                                        | |                |      |                                                       |                 | |
| Zürcher Kinderbuchpreis                                                                               | |                |      |                                                       |                 | |